# Хърли Рейес
Хюго „Хърли“ Рейес (на английски: Hugo "Hurley" Reyes) e един от героите в сериала „Изгубени“. Ролята се изпълнява от американския актьор Хорхе Гарсия. В българския дублаж на първите четири сезона Хърли се озвучава от Борис Чернев, от Кирил Ивайлов в дублажа на четвърти и пети сезон на AXN, като в четвърти е кредитиран като Бояджиев и от Христо Димитров в шести сезон на AXN.

## Преди катастрофата
Той е симпатяга от мексикански произход, на около 25 години, с наднормено тегло. Напускайки работа в ресторант от верига за бързо хранене и примирявайки се с живота с майка си и с вечните ѝ одумвания, той неочаквано печели от лотарията, което променя живота му. Като цяло историята му е доста объркана, преминава и през престой в лудницата, свързан с теглото му. Той е убеден, че числата, които са му донесли печалбата, носят нещастие. По съвпадение или не, те са именно 4, 8, 15, 16, 23, 42.